# John T. Koch
John T. Koch és un professor estatunidenc de llengua i literatura cèltiques a la Universitat de Gal·les i director del Centre for Advanced Welsh & Celtic Studies.

## Biografia
Es va llicenciar per la Universitat Harvard, on va obtenir els graus d'A.M. i doctorat en llengua i literatura cèltiques el 1983 i 1985, respectivament. A més, ha cursat estudis a Jesus College, Oxford, i a la Universitat de Gal·les, Aberystwyth. Ha estat professor d'estudis cèltics a la Universitat Harvard i al Boston College.
Des de 1998, ha estat investigador principal al Centre for Advanced Welsh & Celtic Studies de la Universitat de Gal·les, on ha supervisat un projecte d'investigació centrat en llengües celtes i identitat cultural. Dos resultats d'aquest projecte són els cinc volums de Celtic Culture: A Historical Encyclopedia i An Atlas for Celtic Studies (2007).
Ha investigat aspectes de la llengua, la literatura i la història de l'irlandès i del gal·lès. Les seves obres inclouen The Celtic Heroic Age (publicat per primera vegada el 1994, quarta edició el 2003), en col·laboració amb John Carey; "The Gododdin of Aneirin (1997), edició, traducció i comentaris de l'antic poema gal·lès "I Gododdin"; i nombrosos articles publicats en llibres i revistes. També és l'autor d'una gramàtica de l'antic gal·lès i d'un llibre sobre Taliesin. El 2007 va obtenir una càtedra a la Universitat de Gal·les.
Koch supervisa (com a professor sènior i com a cap del projecte) en el Centre for Advanced Welsh and Celtic Studies, la recerca Ancient Britain and the Atlantic Zone Project (Ireland, Armorica, and the Iberian Peninsula. El 2009, Koch va publicar Tartessian: Celtic from the Southwest at the Dawn of History on es detallava que la llengua tartèssia podria haver estat un llenguatge cèltic representat amb escriptura tartèssia a les inscripcions fetes amb una versió de l'escriptura fenícia al voltant del 825 a. C.

## Obra
- Cunliffe, Barry, i John T. Koch (eds.), Celtic from the West: alternative perspectives from archaeology, genetics, language and literature. "Celtic Studies Publications", 15. Oxford: Oxbow Books, 2010.
- An Atlas for Celtic Studies: Archaeology and Names in Ancient Europe and Early Medieval Ireland, Britain, and Brittany. Oxford: Oxbow, 2007.
- (editor) Celtic Culture: A Historical Encyclopedia (5 vols., Santa Barbara and Oxford: ABC-Clio, 2006), pp. xxviii + 2128. ISBN (print) 1–85109–440–7, (e-book) 1–85109–445–8
- (coeditor), The Inscriptions of Early Medieval Brittany - Les inscriptions de la Bretagne du Haut Moyen Âge. Aberystwyth, 2000.[3]